# 凌家场站
凌家场站是位于四川省四川省内江市市中区凌家镇的一个铁路车站，邮政编码641008。
车站建于1960年，有内昆铁路经过该站，现办理客货运业务。车站及其上下行区间均已电气化。车站距离内江站21公里，隶属成都铁路局，是四等站。

## 业务办理
办理货运整车货物发到。